# Thornelya fuscina
Thornelya fuscina är en mossdjursart som beskrevs av Tilbrook, Hayward och Gordon 200. Thornelya fuscina ingår i släktet Thornelya och familjen Hippopodinidae. Inga underarter finns listade i Catalogue of Life.